# 관탈도
관탈도(冠脫島)는 추자도와 제주도 사이 제주해협에 있는 무인도로, 제주항에서 약 30 km 북서쪽에 있다. 행정구역상 제주특별자치도 제주시 추자면 신양리에 속하며, 하추자도의 신양항에서 약 24 km 남쪽에 있다.
옛날 귀양다리들이 이곳에 이르러 제주도에 다왔다는 생각에 갓을 벗었다 해서 '관탈'이라는 지명이 붙었다고 한다. 보길도-추자도-관탈도가 징검다리처럼 육지(전라남도 해남)와 제주도 사이에 늘어서 있다.
소관탈도는 관탈도에서 약 8.3 km 남서쪽에 있다.